# Paul van Tieghem
Paul van Tieghem est un historien, philologue et romaniste français.

## Biographie
Normalien, historien des littératures, il est chargé de cours de littérature comparée à la Sorbonne.

## Publications
- Ossian en France (1918)
- Répertoire des littératures modernes (1938)